# Allata plusiata
Allata plusiata är en fjärilsart som beskrevs av Walker 1865. Allata plusiata ingår i släktet Allata och familjen tandspinnare. Inga underarter finns listade i Catalogue of Life.